# Gilbert Bécaud
Gilbert Bécaud, właśc. Francois Gilbert Silly (ur. 24 października 1927 w Tulonie, zm. 18 grudnia 2001 w Paryżu) – francuski piosenkarz, kompozytor i aktor znany jako Monsieur 100 000 Volts ze względu na swój temperament.
Jego najbardziej znane utwory (słowa Pierre Delanoë) to „Nathalie” i „Et maintenant”, którego wersja angielska („What Now My Love”) stała się przebojem w 1961. Inny znany jego przebój to „Le petit oiseau de toutes les couleurs” (słowa Maurice Vidalin).

## Życiorys

### Początki kariery
Bécaud uczył się gry na fortepianie w młodym wieku, studiował w Konserwatorium w Nicei. W 1942 opuścił szkołę i wstąpił do Francuskiego Ruchu Oporu w czasie II wojny światowej. Rozpoczął pisanie piosenek w roku 1948, po spotkaniu z Maurice’em Vidalinem, który namówił go do wydania swoich wczesnych kompozycji. Zaczął tworzyć dla Marie Bizet. Bizet, Bécaud i Vidalin utworzyli błyskotliwe trio, ich współpraca trwała do roku 1950.

### Lata 50.
Podczas tournée razem z Jacquesem Pillsem jako pianista, Bécaud spotkał Édith Piaf, wówczas żonę Jacques’a Pillsa. Zaczął śpiewać za jej radą w 1953 utwory takie jak „Mes mains” i „Les croix”. Jego pierwsze występy nastąpiły rok później i w 1955 stał się znanym pełnym temperamentu francuskim wykonawcą. Jego hity z dalszej części dekady to „La corrida” (1956), „Le jour où la pluie viendra” (1957) i „C’est merveilleux l’amour” (1958). W 1956 roku Bécaud nagrał poruszającą piosenkę „Pianista z Warszawy” („Le pianiste de Varsovie”) w której zawarł swoją fascynację Fryderykiem Chopinem i wspomniał o stolicy Polski zniszczonej podczas drugiej wojny światowej.

### Lata 60.
Jego pierwszym hitem w anglojęzycznym wykonaniu był przekład Jane Morgan utworu „Le jour où la pluie viendra” z 1958 r. Bécaud zawodową karierę aktorską rozpoczął w filmie z 1956 Le Pays D'où Je Viens. W 1960 wygrał Grand Prix du Disque i skomponował L'enfant à l'étoile – bożonarodzeniową kantatę. W tym samym roku, „Let It Be Me”, angielska wersja „Je t’appartiens” stała się hitem dla Everly Brothers, wykonywanym w następnych latach przez Boba Dylana, Ninę Simone, Elvisa Presleya, Williego Nelsona, Jerry’ego Butlera i Jamesa Browna.
W 1961 Bécaud nagrał „Et maintenant”, jeden z jego największych przebojów we Francji. Przetłumaczona jako „What Now My Love”, piosenka ta stała się hitem Shirley Bassey, Sonny’ego i Cher, Elvisa Presleya, Judy Garland, Andy’ego Williamsa i Franka Sinatry. Po napisaniu opery L'opéra d'Aran, Bécaud wyjechał w tournée po Europie i kontynuował nagrywanie przebojów, włączając kontrowersyjny „Tu le regretteras”. Współtworzył także „Love On The Rocks” z Neilem Diamondem, który znalazł w ścieżce dźwiękowej filmu The Jazz Singer oraz był międzynarodowym hitem.

### Lata 70.
W 1974 Bécaud został Kawalerem Legii Honorowej. W następnym roku dostał się na brytyjskie listy przebojów dzięki utworowi „A Little Love And Understanding”, który wiosną zajął 10. miejsce. Później rozpoczął współpracę z Pierre’em Groszem, a następnie Neilem Diamondem, pisząc także Madame Roza dla Broadway theatre z Julian More.

### Schyłek kariery
W 1981 nagrał „L’amour est mort” w duecie z Martine St. Clair. 
W latach 90. nastąpiło drastyczne zwolnienie aktywności Bécauda, pomijając różne nagrania i okazjonalne występy. Zmarł na raka, w swoim domu-łodzi na rzece Sekwanie i został pochowany na cmentarzu Père-Lachaise w Paryżu.
Bogaty katalog piosenek Gilberta Bécauda został wydany przez BMG Music. Odwiedził Polskę w roku 1964 i w 2000 z recitalem podczas XXI Festiwalu piosenki Aktorskiej we Wrocławiu.
Jego występ w Sali Kongresowej w styczniu 1964 i wykonanie piosenki „Dimanche à Orly” zainspirowały Wojciecha Młynarskiego do napisania humorystycznego pastiszu pt. „Niedziela na Głównym”.

### Życie prywatne
Był dwukrotnie żonaty. Pierwsze małżeństwo w 1952 z Monique Nicolas (dzieci – Gaya, Philippe, Anne). Od 1960 para była w separacji. Z Janet Woollacott (która wówczas była żoną Claude’a François) miał córkę Jennifer. 
Z Cathryn (Kitty) Lee St. John miał córkę Emily. Po rozwodzie z Monique, w 1976 poślubił Kitty St. John. Adoptowali laotańskie dziecko – Noi.